# Nao (robot)
Nao és un robot programable d'alçada mitjana, inicialment desenvolupat per l'empresa francesa Aldebaran Robotics amb seu a París. El 2015 el grup multinacional japonès SoftBank Group va adquirir l'empresa francesa i el 2016 va canviar el nom d'Aldebaran en Softbank Robotics. El 2018 es va treure al mercat la sisena versió miliorada, el Nao6.

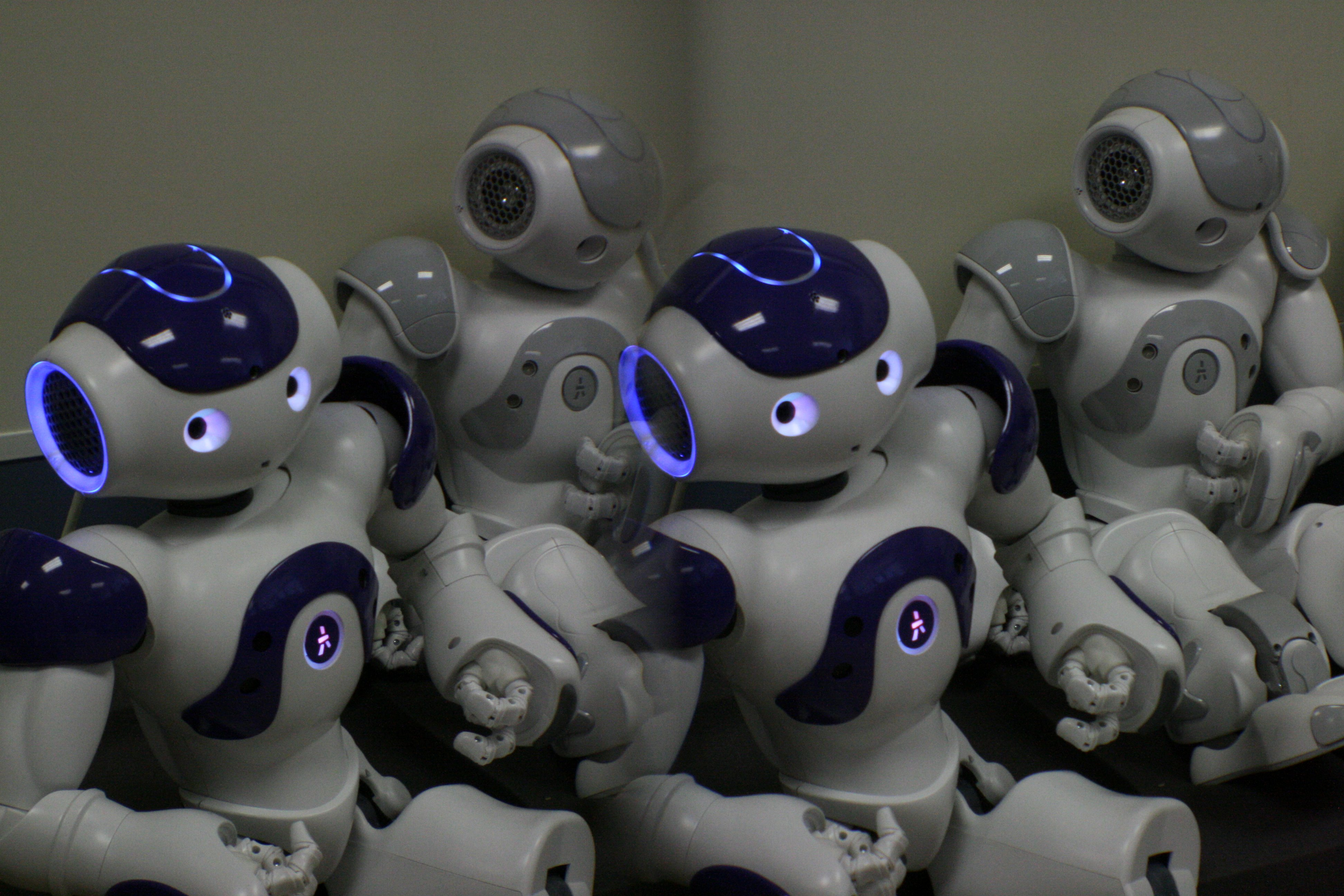
Demostració de NAO a Espanya el 2011

El 15 d'agost de 2007, va substituir el gos robot Aibo de Sony com a plataforma estàndard al Robocup («Robot Soccer World Cup»), un concurs internacional de robòtica. Després d'una sèrie de prototips desenvolupat entre 2005 i 2007, el març de 2008, una primera versió exitosa (Nao Robocup Edition, anomenada també V2) va ser lliurada als participants de la RoboCup. A l'inici, el robot era principalment utilitzat als laboratoris de recerca i a l'ensenyament. A la darreria de 2008, el Nao Academics Edition va ser introduït al mercat de l'ensenyament, les universitats i les empreses. A França el 2014 se'l va fer servir una primera vegada en un xou televisiu. Comencen entre d'altres a ser utilitzats per l'atenció al client, o com a assistents terapéutics en hospitals i residències d'avis.

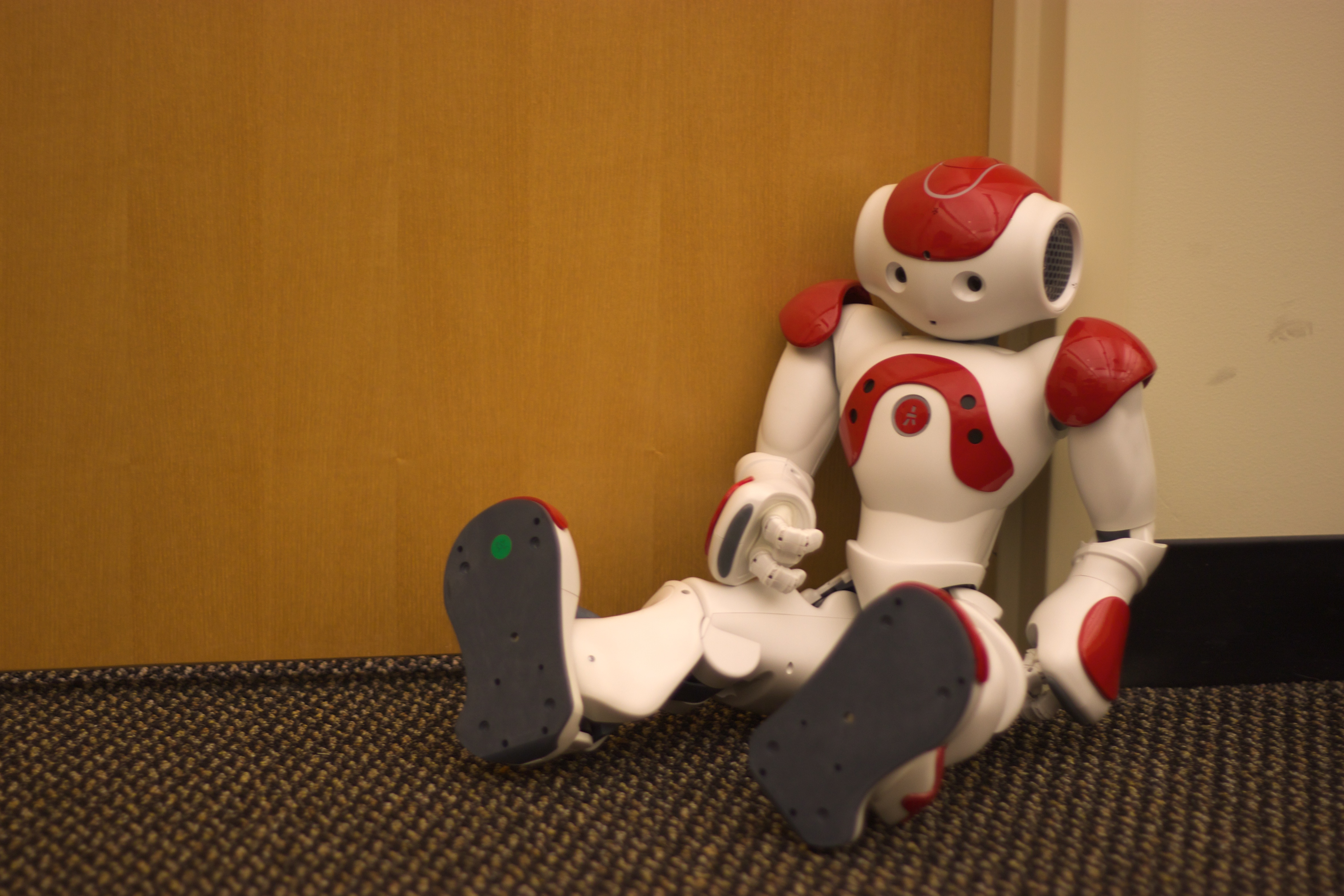
Una vista prèvia del robot Nao en desenvolupament per RoboCup a la Geòrgia Institute of Technology

Nao compta amb 25 graus de llibertat (DOF) degut a la capacitat d'adherència d'ambdues mans. Totes les versions disposen d'un sensor inercial i dos receptors d'ultrasons. Nao també disposa d'un potent sistema multimèdia: quatre micròfons i dues càmeres KVGA.